# Salim Khan
Salim Khan (Indore, 24 november 1935), geboren als Salim Abdul Rashid Khan, is een Indiaas filmacteur, -producent en scenarioschrijver. Samen met Javed Akhtar wordt hij bestempeld als de ‘meest succesvolle Indiase scenarioschrijver aller tijden’ van de Hinditalige filmindustrie.
Zijn best scorende Indiase films aller tijden zijn: Sholay (1975), Seeta Aur Geeta (1972), Zanjeer (1973), Deewar  (1975), Kranti (1981) en Don (1978). Daarnaast is Khan onder andere verantwoordelijk voor het lanceren van de carrière van Amitabh Bachchan. Salim Khan won gedurende zijn carrière zes Filmfare Awards en in 2014 ook de Padma Shri.
Hij is de vader van drie Bollywood-acteurs, Salman Khan, Sohail Khan en Arbaaz Khan, en filmproducente Alvira Khan Agnihotri.  Hij is moslim en een polygamist. Hij is getrouwd met twee vrouwen: de hindoeïstische Sushila Charak (ook bekend als Salma Khan) en de christelijke actrice Helen Richardson.